# Шошони (окръг)
Окръг Шошони (на английски: Shoshone County) е окръг в щата Айдахо, Съединени американски щати. Площ 6826 km² (3,15% от площта на щата, 8-о място). Население – 12 542 души (2017), 0,81% от населението на щата, гъстота 1,84 души/km². Административен център е град Уолас.
Окръгът е разположен в северната част на щата. На изток граничи с щата Монтана, на юг – с окръг Клиъруотър, на югозапад – с окръг Лата, на запад – с окръзите Бенъуа и Кутенаи, на север – с окръг Бонър. Релефът е изцяло планински, като в източната му част се простират западните склонове на мощния хребет Битеррут (част от Скалистите планини) и тук се намира максималната височина на окръга Илинойс връх 7690 f (2343 m). Средната част е заета от хребета Сейнт Джо (връх Стивънс 6838 f, 2084 m), а на север е хребета Кор Дълейн (Гранит връх 6714 f, 2076 m). В южната част на окръга от изток на запад протича река Сейнт Джо (горното течение на река Спокан, ляв приток на Колумбия), а на север протича десният ѝ приток река Кор Дълейн.
Най-големите селища в окръга са градовете Келог (2120 души), Пайнхърст (1619 души) и Осбърн (1555 души), а административният център Уолъс има 784 души (всички данни са за 2010 г.).
От запад на изток, през централната част на окръга, в т.ч. и покрай най-големите селища и административния център, на протежение от 33 мили (53,1 km) преминава участък от трасето на Междущатска магистрала .
Окръгът е образуван на 4 февруари 1864 г. и е наименуван на индианското племе шошони населявали по това време тези земи. До 1885 г. административен център е град Пирс, до 1890 г. – град Мюри, а след това град Уолъс.